# Tràfic sexual
El tràfic sexual és un tràfic de persones amb finalitats d'explotació sexual. Els autors del crim s'anomenen traficants sexuals o proxenetes: persones que manipulen les víctimes per participar en diverses formes de sexe comercial amb clients que paguen. Els traficants sexuals utilitzen la força, el frau i la coacció quan recluten, transporten i proporcionen les seves víctimes com a prostitutes. De vegades, les víctimes es troben en una situació de dependència dels seus traficants, econòmicament o emocionalment. Tots els aspectes del tràfic sexual es considera un delicte, des de l'adquisició fins al transport i l'explotació de les víctimes, incloent-hi el turisme sexual infantil. S'ha anomenat una forma d'esclavitud moderna a causa de la forma en què les víctimes són forçades a realitzar actes sexuals de manera no consensuada, en una forma d'esclavitud sexual.
El 2012, l'Organització Internacional del Treball (OIT) va informar que 20,9 milions de persones estaven sotmeses a treballs forçats, i el 22% (4,5 milions) eren víctimes d'explotació sexual forçada, 300.000 d'elles a les economies desenvolupades L'OIT estima que hi ha 25 milions de persones en treballs forçats, i 5 milions van ser víctimes d'explotació sexual. No obstant això, a causa de l'encobriment del tràfic sexual, obtenir estadístiques precises i fiables suposa un repte per als investigadors. S'estima que els beneficis comercials globals per l'esclavatge sexual fou de 99.000 milions de dòlars i de 9.000 milions de dòlars el 2005 pel tràfic de persones.
El tràfic sexual es produeix normalment en situacions de les quals escapar-ne és difícil i perillós. Les xarxes de traficants existeixen a tots els països. Per tant, sovint les víctimes són traslladades a través de les fronteres, cosa que causa preocupacions jurisdiccionals i dificulta la persecució dels casos.